# Polia lama
Polia lama là một loài bướm đêm trong họ Noctuidae.